# Geislohe (Pappenheim)
Geislohe ist ein Gemeindeteil der Stadt Pappenheim im Landkreis Weißenburg-Gunzenhausen (Mittelfranken, Bayern). Die Gemarkung Geislohe hat eine Fläche von 4,321 km². Sie ist in 352 Flurstücke aufgeteilt, die eine durchschnittliche Flurstücksfläche von 12275,54 m² haben. In ihr liegt neben dem namensgebenden Ort der Gemeindeteil Flemmühle.

## Geografische Lage
Das von Feldern und Mischwäldern umgebene Straßenangerdorf liegt auf der Jurahochfläche, etwa 3,6 Kilometer Luftlinie und 5,5 Straßenkilometer nordöstlich von Pappenheim. Gemeindeverbindungsstraßen führen in die umliegenden Ortschaften, die Bundesstraße 2 verläuft rund drei Kilometer westlich.

## Geschichte
Geislohe wurde gegen Ende des 13. Jahrhunderts von Marschall Heinrich V. von Pappenheim an der alten Römerstraße gegründet. Zusammen mit den drei anderen sogenannten Grafendörfern Göhren, Neudorf und Osterdorf wurde es als Rodungsdorf angelegt. Erstmals erwähnt ist es in einer Urkunde aus dem Jahr 1416. Der Ortsname leitet sich von Geisloch ab, damit ist ein zentral im Dorfanger gelegener Tränkweiher für Tiere gemeint.
1474 sind in Geislohe erstmals Sölden nachweisbar. Das waren landwirtschaftliche Kleingüter, deren Inhaber meist zusätzlich noch einen nicht landwirtschaftlichen Beruf ausübten.
Im Dreißigjährigen Krieg wurde der Ort nahezu entvölkert, danach siedelten sich Exulanten aus dem Land ob der Enns (Österreich) an.
Mit dem Gemeindeedikt Anfang des 19. Jahrhunderts wurde Geislohe eine politisch selbständige Gemeinde, zu der die Einöde Flemmühle gehörte. Am 1. Mai 1978 wurde sie nach Pappenheim eingemeindet.

### Einwohnerentwicklung
Gemeinde Geislohe
| Jahr          | 1910 | 1933 | 1939 | 1987 |
| Einwohnerzahl | 191  | 169  | 169  | 198  |

## Heute
Die Kirchweih findet alljährlich am Wochenende nach Christi Himmelfahrt statt.

## Baudenkmäler
Sehenswert ist das restaurierte Hirtenhaus in der Dorfmitte.